# 509th Operations Group
Il 509th Operations Group, ex 509th Composite Group, è stata una unità delle United States Army Air Forces che nella seconda guerra mondiale sganciò dai suoi B-29 le due bombe atomiche: "Little Boy" e "Fat Man".
L'unità, nel frattempo diventata il braccio operativo del 509° Bomb Wing nella neonata USAF, fu deattivata nel 1952 e ricostituita come 509° Operations Group nel ricostituito 509° Bomb Wing, che opera i bombardieri B-2.

## Storia del 509º
- 28/02/1944 Costituzione del 393º Gruppo Bombardieri, un reparto di aviatori esperti agli ordini del colonnello Classen.
- 1/09/1944 Su ordine del generale Leslie Groves, i capitani Wiliam Parsons e Norman Ramsey convocano a Colorado Springs il colonnello Paul Tibbets per allestire un gruppo deputato al trasporto di un nuovo tipo di esplosivo con una forza inimmaginabile: la bomba atomica. Quindici B-29 modificati e milleottocento uomini vengono assegnati al nuovo gruppo. Tibbets diventa comandante del 393º.
- 8/9/1944 Tibbets stabilisce il quartier generale a Wendover Army Air Base.
- 9/12/1944 Costituzione del 509º Gruppo Composito.
- 17/12/1944 Il 509º diventa il nuovo quartier generale del 393º. Tibbets ordina la rimozione di ogni sistema difensivo da tutti i B-29 eccezion fatta per le mitragliatrici di coda.
- 11/06/1945 Il 509º si stabilisce a North Field nell'isola di Tinian e vive relativamente isolato.
- 26/7/1945 Le due bombe atomiche vengono trasferite a Tinian.
- 3/8/1945 Il generale Groves indica Hiroshima l'obiettivo primario per lo sganciamento della bomba. Il secondo è Kokura, il terzo Nagasaki.
- 6/8/1945 Bombardamento atomico su Hiroshima capitanata da Tibbets sull'Enola Gay.
- 9/8/1945 Missione su Kokura capitanata dal maggiore Charles Sweeney sul BOCKSCAR. Per le sfavorevoli condizioni meteorologiche il Bockscar rinuncia a colpire Kokura ed effettua il bombardamento atomico su Nagasaki.
- 10/8/1945 114 B-29 bombardano Tokyo.
- 15/8/1945 L'Imperatore Hirohito annuncia via radio la resa nipponica.
- 7/11/1945 Il 509º si stabilisce in Nuovo Messico.